# Dekanat Bielsk Podlaski (diecezja warszawsko-bielska)
Dekanat Bielsk Podlaski – jeden z 6 dekanatów diecezji warszawsko-bielskiej Polskiego Autokefalicznego Kościoła Prawosławnego.

## Parafie
W skład dekanatu wchodzi 17 parafii:
- parafia św. Jana Teologa w Augustowie
  - cerkiew św. Jana Teologa w Augustowie
  - cerkiew św. Onufrego w Strykach
  - kaplica św. Pantelejmona w uroczysku Borowiska
- parafia Narodzenia Najświętszej Maryi Panny w Bielsku Podlaskim
  - cerkiew Narodzenia Najświętszej Maryi Panny w Bielsku Podlaskim
  - cerkiew św. Sawy Serbskiego w Bielsku Podlaskim (w Domu Kultury Prawosławnej)[1]
- parafia Opieki Matki Bożej w Bielsku Podlaskim
  - cerkiew Opieki Matki Bożej w Bielsku Podlaskim
  - cerkiew Świętej Trójcy w Bielsku Podlaskim
- parafia św. Michała Archanioła w Bielsku Podlaskim
  - cerkiew św. Michała Archanioła w Bielsku Podlaskim
  - cerkiew Ikony Matki Bożej „Pomnożycielka Chlebów” w Szastałach
  - kaplica św. Mikołaja w Bielsku Podlaskim
  - kaplica Świętej Trójcy przy Policealnym Studium Ikonograficznym w Bielsku Podlaskim
  - kaplica domowa – baptysterium św. Jana Chrzciciela w Bielsku Podlaskim
- parafia Zaśnięcia Najświętszej Maryi Panny w Bielsku Podlaskim
  - cerkiew Zaśnięcia Najświętszej Maryi Panny w Bielsku Podlaskim
  - cerkiew św. Proroka Eliasza w Hryniewiczach Dużych
- parafia  Zmartwychwstania Pańskiego w Bielsku Podlaskim
  - cerkiew Zmartwychwstania Pańskiego w Bielsku Podlaskim
  - cerkiew św. Dymitra w Parcewie
  - kaplica św. Jerzego w Bielsku Podlaskim
- parafia Zaśnięcia Matki Bożej w Boćkach
  - cerkiew Zaśnięcia Matki Bożej w Boćkach
  - cerkiew Podwyższenia Krzyża Świętego w Andryjankach
  - kaplica Świętych Niewiast Niosących Wonności w Dubnie
  - kaplica Ikony Matki Bożej „Wszystkich Strapionych Radość” w Knorydach
  - kaplica św. Jerzego w Knorydach
  - kaplica św. Męczennika Pantelejmona w Szeszyłach
- parafia Świętych Apostołów Piotra i Pawła w Maleszach
  - cerkiew Świętych Apostołów Piotra i Pawła w Maleszach
  - cerkiew św. Symeona Słupnika w Brańsku
- parafia św. Michała Archanioła w Orli
  - cerkiew św. Michała Archanioła w Orli
  - cerkiew św. Symeona Słupnika w Orli
  - cerkiew Świętych Cyryla i Metodego w Orli
- parafia Narodzenia św. Jana Chrzciciela w Pasynkach
  - cerkiew Narodzenia św. Jana Chrzciciela w Pasynkach
  - kaplica św. Anny w Pasynkach
- parafia  Przemienienia Pańskiego w Ploskach
  - cerkiew Przemienienia Pańskiego w Ploskach
  - kaplica św. Łukasza w Ploskach
  - kaplica Kazańskiej Ikony Matki Bożej w Knorozach
- parafia św. Proroka Eliasza w Podbielu
  - cerkiew św. Proroka Eliasza w Podbielu
  - cerkiew św. Gabriela Zabłudowskiego w Malinnikach
  - kaplica św. Jerzego w Gredelach
- parafia Świętych Apostołów Piotra i Pawła w Rajsku
  - cerkiew Świętych Apostołów Piotra i Pawła w Rajsku
  - kaplica św. Męczennicy Paraskiewy w Rajsku
  - kaplica św. Apostoła Jana Teologa w Chrabołowskim Lesie (czasownia)
- parafia Świętych Kosmy i Damiana w Rybołach
  - cerkiew Świętych Kosmy i Damiana w Rybołach
  - cerkiew św. Jerzego w Rybołach
  - cerkiew św. Jana Teologa w Pawłach
  - kaplica Świętych Cyryla i Metodego w Kaniukach
  - kaplica św. Michała Archanioła w Wojszkach
- parafia  Przemienienia Pańskiego w Sasinach
  - cerkiew Przemienienia Pańskiego w Sasinach
  - cerkiew Świętych Apostołów Piotra i Pawła w Sobiatynie
- parafia  Ścięcia Głowy św. Jana Chrzciciela w Szczytach-Dzięciołowie
  - cerkiew Ścięcia Głowy św. Jana Chrzciciela w Szczytach-Dzięciołowie
- parafia Kaspierowskiej Ikony Matki Bożej w Widowie
  - cerkiew Kaspierowskiej Ikony Matki Bożej w Widowie

## Historia
W 1900 był jednym z 26 dekanatów nowo utworzonej eparchii grodzieńskiej i brzeskiej. W jego skład wchodziły parafie: 
- parafia św. Apostoła Jakuba w Łosince
- parafia Zmartwychwstania Pańskiego w Bielsku Podlaskim
- parafia Świętej Trójcy w Bielsku Podlaskim
- parafia Narodzenia NMP w Bielsku Podlaskim
- parafia św. Michała Archanioła w Bielsku Podlaskim
- parafia św. Symeona Słupnika w Brańsku
- parafia św. Proroka Eliasza w Hryniewiczach Wielkich
- parafia Wniebowstąpienia Pańskiego w Klenikach (Klejnikach)
- parafia Świętych Apostołów Piotra i Pawła w Maleszach
- parafia Podwyższenia Krzyża Świętego w Narwi
- parafia św. Jana Chryzostoma w Pasynkach
- parafia św. Proroka Eliasza w Podbielu
- parafia Opieki Matki Boskiej w Puchłach
- parafia św. Paraskiewy Piatnickiej w Rajsku
- parafia Świętych Kosmy i Damiana w Rybołach
- parafia św. Michała Archanioła w Trześciance